# MARIKO KOUDA Presents GM CD Special 2
『MARIKO KOUDA Presents GM CD Special 2』（まりここうだぷれぜんつじーえむしーでぃーすぺしゃるつー）は、國府田マリ子のコンピレーション・アルバム。2005年8月3日にキングレコードより発売された。

## 解説
國府田マリ子パーソナリティのラジオ番組『國府田マリ子のGM』のCD化第4弾。番組終了してから1年後にCDで復活したもの。
ゲストに南かおりを迎えラジオ大阪で収録した「國府田マリ子のGM」、「元気のマニュアル」を収録。
DVDも収録されており、朝日がきれいな場所を求めて和歌山県南紀白浜・串本を旅するドキュメント映像、白浜で撮影した「元気のマニュアル」PV、夜明けの串本で「Horizon」アカペラ熱唱の映像が収録されている。

## 収録曲
1. Gmってどんな番組だった?
2. 24歳
3. 愉快な友達の友達
4. 新曲について
5. 元気のマニュアル
  - 作詞：國府田マリ子、作曲・編曲：井上うに
6. サウンドコンシャス
7. Horizon (Radioバージョン)
  - 作詞：國府田マリ子、作曲：菜芽月まろん、編曲：光田健一